# Antonio Ascari

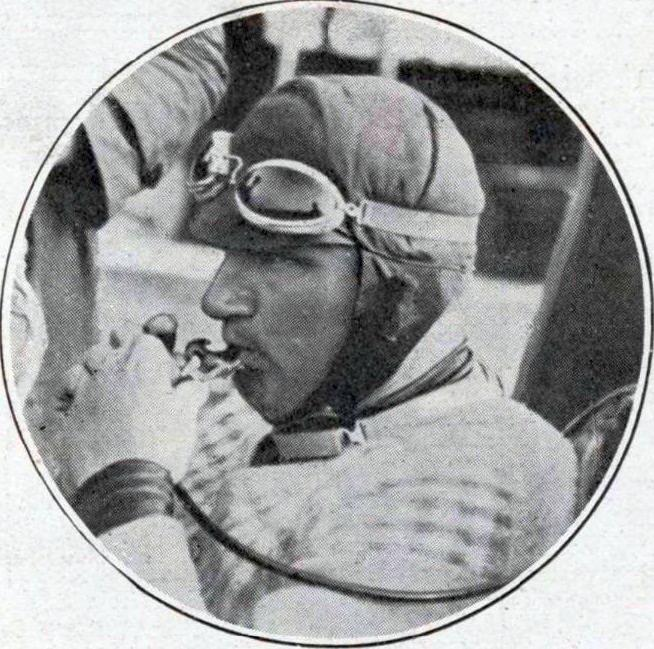
Antonio Ascari vor dem Start zum Großen Preis von Frankreich 1925

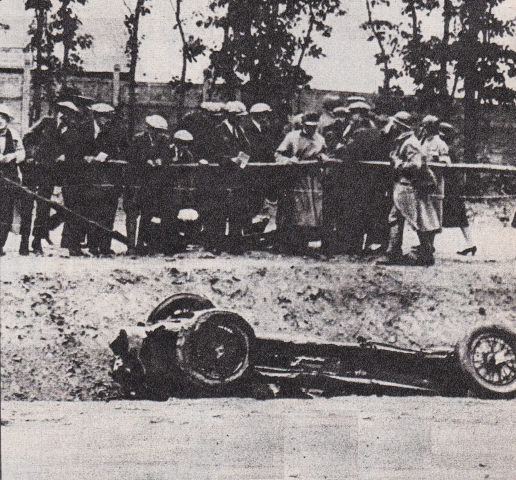
Das Wrack des Alfa Romeo P2 nach dem fatalen Unfall

Antonio Ascari (* 15. September 1888 in Bonferraro; † 26. Juli 1925 in Montlhéry) war ein italienischer Automobilrennfahrer.

## Karriere im Motorsport

### Erfolge
Antonio Ascari war der Sohn eines Getreidehändlers aus der Lombardei. Er begann 1919 mit einem Fiat Rennen zu fahren. Im selben Jahr trat er auf einem Fiat S 57/14 B auch bei der ersten Targa Florio nach dem Ende des Ersten Weltkriegs an. Er schied nach einem Sturz in eine Schlucht frühzeitig aus, blieb bei dem Unfall aber unverletzt. An der für die italienischen Rennfahrer wichtigsten Rennveranstaltung dieser Epoche, der Targa Florio, beteiligte sich Ascari ab 1920 regelmäßig. Blieb er 1921 ohne zählbaren Erfolg, schaffte er 1922 mit dem vierten Platz seine erste Zielankunft. Im April 1923 fuhr er für Alfa Romeo einen RL und verlor das Rennen erst nach einem harten Kampf gegen seinen Landsmann und Teamkollegen Ugo Sivocci.
Seinen ersten Großen Preis gewann Antonio Ascari einen Monat später. Er siegte beim Circuito di Cremona, erneut auf einem Alfa Romeo P2. Ein Jahr später wiederholte er diesen Erfolg. Dazu kam sein erster Sieg auf der berühmten Bahn von Monza, beim Großen Preis von Italien 1924.

### Tod in Montlhèry
Das Jahr 1925 schien die beste Saison in der Karriere des Antonio Ascari zu werden. Er dominierte den Großen Preis von Belgien in Spa-Francorchamps, den er erneut für Alfa Romeo bestritt, und gewann überlegen vor seinem Teamkollegen Giuseppe Campari. Nur einen Monat später, am 26. Juli 1925, endete die verheißungsvolle Karriere beim Großen Preis von Frankreich auf der Rennstrecke von Montlhéry, als Ascari in Führung liegend tödlich verunglückte. Sein Sohn, der spätere Formel-1-Weltmeister Alberto Ascari, war damals sieben Jahre alt. Zur Legendenbildung der beiden Ascaris trug bei, dass auch Alberto im Alter von 36 Jahren am 26. eines Monats (26. Mai 1955) in einem Rennwagen ums Leben kam.